# Paradisliljesläktet
Paradisliljesläktet (Paradisea) är ett växtsläkte i familjen agaveväxter med två arter från södra Europa. Släktet är närstående sandliljesläktet (Anthericum). Det fördes tidigare till familjen sandliljeväxter, men förs sedan 2003 till agaveväxterna av Angiosperm Phylogeny Group.

## Odling
Båda arterna är vackra trädgårdsväxter och den mindre arten, paradislilja, är härdig i större delen av Sverige men kan vara känslig för längre perioder av barfrost. Härdigheten anges av European Garden Flora som: (EGF H3). Den stora paradisliljan är mindre prövad och möjligen dåligt härdig.
De odlas i fuktig, väldränerad jord i ett halvskuggigt läge. Förökas genom delning eller frösådd. Fröplantor växter långsamt och treåriga plantor är fortfarande små. Bör få stå kvar på samma växtplats och inte störas eftersom rotsystemet är känsligt.